# Маргарян, Тарон Андраникович
Таро́н Андрани́кович Маргаря́н (арм. Տարոն Անդրանիկի Մարգարյան, род. 17 апреля 1978, Ереван, Армения) — армянский политик.
Мэр Еревана с 15 ноября 2011 по 9 июля 2018 года.

## Ранняя карьера и руководство административным районом
С 2001 по 2003 годы работал в Нор Норкском территориальном отделе Государственного комитета кадастра недвижимости при правительстве Армении, в качестве ведущего специалиста, а в дальнейшем — руководителем отдела.
В 2003 назначен на пост заместителя начальника агентства по управлению биоресурсами Министерства Охраны Природы Республики Армения.
В 2005 году, в возрасте 27 лет, был избран главой административного района Аван, а в 2008 году был переизбран на ту же должность.
За время руководства административным районом, Аван два года подряд признавался лучшим районом Еревана.
В 2009 году он был избран членом городского совета, в том же году стал первым заместителем мэра.

## Мэр Еревана
15 ноября 2011 года городской совет города Ереван избрал Тарона Маргаряна в качестве мэра. Он заменил на этом посту ушедшего в отставку Карена Карапетяна.
В 2013 году возглавил список Республиканской партии Армении в муниципальных выборах города Ереван.
Подводя итоги выборов от 5 мая 2013 года, Центральная избирательная комиссия РА объявила, что членами совета старейшин были выбраны:
- Из избирательного списка Республиканской партии Армении — 42 члена совета старейшин Еревана;
- Из избирательного списка партии «Процветающая Армения» — 17 членов совета старейшин Еревана;
- Из избирательного списка альянса партий «Здравствуй Ереван» — 6 членов совета старейшин Еревана.

На фоне коррупционного скандала, связанного со своим многомиллионным имуществом, Тарон Маргарян был вынужден подать в отставку 9 июля 2018 года.

## Основные направления деятельности
После избрания на пост мэра, Тарон Маргарян часто заявлял о его стратегии равномерного развития города. За время его руководства во всех административных районах Еревана были построены или реставрированы спортивные и художественные школы, отремонтированы библиотеки, в школах и детских садах были обновлены отопительные системы, а дети проживающие в Ереване получили возможность посещать детский сад бесплатно.
По инициативе Тарона Маргаряна с 2013 года была начата работа по реставрации Ереванского Зоопарка, где работы не проводились с момента основания. Площадь зоопарка была увеличена с 7-ми до 16 га, а на проведение ремонтных работ было потрачено порядка 1 млрд драм. Благодаря сотрудничеству с частным сектором во всех административных районах Еревана были построены или реставрированы общественные парки.
Годы руководства Тарона Маргаряна примечательны также обширной работой в области дорожного строительства. Совместно с Азиатским банком развития проходит строительство дорог объезжающих Ереван, что будет способствовать разгрузке дорожного трафика города. За время его руководства также была сдана в эксплуатацию новая автомагистраль соединяющая улицу Лениградян и Адмирала Исакова, транспортная развязка построенная в районе улиц Ленинградян-Киевян, новая дорога соединяющая улицы Улнеци и Рубинянц. За время руководства Тарона Маргаряна также произошла модернизация уличного освещения советских времен и переход на LED систему освещения.
Начиная с первых лет нахождения на посту мэра Еревана, Тарон Маргарян выступал за необходимость активного использования в системе городского управления информационных технологий, электронных систем управления, имеет собственный профиль в социальной сети Фейсбук, делиться публикациями на собственной странице, а в марте 2016 года провел в социальной сети Фейсбук конференцию с гражданами, получив порядка 100 вопросов в течение 24 часов на своей личной странице, посредством сообщений и комментариев.
В 2014 году комиссия института электронного управления школы связей с общественностью и административного управления авторитетного американского университета Rutgers признали Ереван одним из наиболее быстро развивающихся городов, с точки зрения электронного управления. В соответствии с общей оценкой электронного управления лидирующим городом мира является Сеул, за которым следуют Нью-Йорк, Гонконг, Сингапур и Ереван.

## Проблемы и критика
За время руководства Тарона Маргаряна наиболее часто причиной критики становились архитектурные проблемы, в частности случаи сноса старых зданий, среди которых можно отметить Центральный крытый рынок или снос здания типографии № 1, методом взрывных работ. В последнем случае, несмотря на то, что приватизация строения и разрешение на стройку было утверждено до избрания Тарона Маргаряна на пост мэра, общественность раскритиковала мэрию за не предотвращение взрыва любой ценой.
Тарон Маргарян часто становился объектом критики горожан, также по причине не решенной проблемы общественного транспорта, во время акций протеста посвящённых повышению цен общественного транспорта. Несмотря на то что решение об установлении цены за проезд в 150 драм в 2013 было приостановлено после соответствующего заявления мэра.
С 2013 года Тарон Маргарян удостоился критики за проблемы обращения с отходами, которые годами были актуальны для Еревана, однако основная проблема решилась проведением международного конкурса, победившая в котором ливанская компания «Санитек» взяла на себя обязательства по обращению с отходами города Ереван. С началом работы компании «Санитек» в Ереване старые мусорные контейнеры были заменены новыми, уборка мусора начала проводиться при помощи новейшей техники и в 24 часовом режиме. В качестве второго этапа проблемы обращения с отходами обсуждается вопрос постройки новой свалки.
В первые годы избрания Тарона Маргаряна произошло множество акций протеста со стороны жителей аварийных зданий 4 степени, кто возгласил о своей проблеме перед зданиями мэрии и правительства. В декабре 2015 года мэр Тарон Маргарян передал ключи от новых квартир жителям общежитий Сисакян 3, Новый Ареш 35 127/1 и 4 переулок улицы Арцаха 10/2. Этот шаг был последним этапом программы переселения семей живущих в аварийных зданиях 4 степени. За всю программу переселения в общей сложности 650 семей получили новые квартиры. Были переселены жители аварийных зданий по адресам: Баграмяна 4, 4 переулок общежитие 15, ул. Брюсова 66 общежитие, 4 переулок Арцаха общежития 10/5 и 10/2.
Тарон Маргарян получил критику от некоторых СМИ из-за того, что не служил в армии. Однако, он был освобожден от обязательной воинской службы по причине имения 3 детей до окончания университета. Тарон Маргарян за время своей деятельности инициировал программы по укреплению связи армия-общественность. Из последних организация посещения ереванских военнослужащих родителями. Похожей программой является также выделение квартир для семей погибших и азатамартиков.
За годы руководства Тарона Маргаряна также укрепились международные связи города Еревана с другими столицами и городами, организовывая двухсторонние визиты в города побратимы и партнеры. У Еревана есть 24 города-побратима. В рамках сотрудничества с городами-побратимами включены экономические, научные, культурные, здравоохранительные, туристические, строительные и другие области.

## Награды
- Медаль «За заслуги перед Отечеством» I степени (3 октября 2016 года) — по случаю дня Еревана, за трудолюбивый и добросовестный труд[25]
- Медаль «За заслуги перед Отечеством» II степени (29 декабря 2013 года) — за плодотворную работу[26]
- Медаль Анании Ширакаци (10 ноября 2008 года) — за значительный вклад в развитие общин Республики Армения[27]
- Президентом НКР-орденом «Месроп Маштоц» (2016 г.)
- Награждён высшей наградой министерства образования и науки РА-«Золотой медалью» (2016 г.).
- Награждён медалью «Айказунакан парк» («Айказунская слава») образовательного комплекса «Покр Мгер» (2016 г.).
- Со стороны ректорa Армянского государственного педагогического университета был награждён золотой медалью «Хачатур Абовян» (2015 г.).
- Награждён почетной медалью «Меценат искусства» Ереванского государственного института театра и кино (2015 г.).
- Награждён золотой медалью "Всеармянского Благотворительного Союза (AGBU) (2015 г.).
- Награждён медалью «За сотрудничество» председателем следственного комитета Армении (2015 г.).
- Награждён Золотой медалью торгово-промышленной палаты РА (2015 г.).
- Награждён золотой медалью «За сельскохозяйственные достижения» министерства сельского хозяйства РА (2015 г.).
- Награждён памятной медалью «Аветик Исаакян» центральной библиотеки им. Аветика Исаакяна (2015 г.).
- Со стороны министра по чрезвычайным ситуациям РА был награждён медалью ''Почетный сотрудник'' МЧС РА (2014г).
- Со стороны министра юстиции РА награждён памятной медалью «Имени Шаамир Шаамирян» министерства юстиции РА (2014 г.).
- Со стороны министра обороны НКР памятной медалью «Армия защиты» (2014 г.).
- Со стороны международного совета музеев (ICOM) был награждён медалью за вклад в развитие музеев.
- Министерством Обороны — медалями «Гарегин Нжде»(2008 г.) и «Андраник Озанян»(2011 г.),
- Почетной медалью Национального Собрания Республики Армения (2011 г.).
- Мэром Еревана — золотой медалью (2008 г.).
- Золотой медалью Аграрного университета Армении.
- Золотой памятной медалью Фритефа Нансена и золотой памятной медалью «Лернахайастани арцив»
- Союзом Добровольцев «Еркрапа» — орденом «Спарапет Вазген Саргсян».
- Именной золотой памятной медалью «Союза общин Армении» за личный вклад в развитие демократизации территориальных структур Армении.
- Медаль «За укрепление парламентского сотрудничества» (26 ноября 2015 года, Межпарламентская ассамблея СНГ) — за особый вклад в развитие парламентаризма, укрепление демократии, обеспечение прав и свобод граждан в государствах — участниках Содружества Независимых Государств[28].

## Семья и личная жизнь
Тарон Маргарян — единственный сын бывшего премьер-министра Армении Андраника Маргаряна.
Женат на Гоар Саргсян, сестре депутата Национального собрания РА Роберта Саргсяна. Имеет 6 детей: 5 сыновей и 1 дочь. Семья практически не ведет публичный образ жизни.

## Финансовые возможности
Согласно декларации комитета этики Высших должностных лиц, по состоянию на 2016 год Тарон Маргарян имеет 250 млн драм, 50 тысяч долларов США и 50 тысяч евро. Согласно разным источникам, Тарон Маргарян проживает в административном районе Аван в собственном доме.

## Общественная деятельность и благотворительность
С 2005 г. является президентом попечительского совета благотворительного фонда «Хут».
С 2005 г. является членом рабочего комитета футбольной федерации и президентом комитета массового футбола.
В 2010 г. был избран членом правления Союза Добровольцев «Еркрапа» (СДЕ), 18 февраля 2012 г. на 9 съезде СЕК, а также 15 февраля 2014 г. на 10 съезде СДЕ был переизбран.
В 2012 г. был избран председателем Совета ЕГУАС. В том же университете учредил стипендию имени Андраника Маргаряна, которую вручает каждый год.
С 2014 г. является президентом шахматной федерации Еревана и по этому случаю построил уже 11 новых шахматных школ во всех административных районах Еревана.